# Hof-, rijks- en residentiealmanak
De Hof-, rijks- en residentiealmanak is een almanak voor de stad 's-Gravenhage die verscheen tussen 1823 en 1903.

## Geschiedenis
In 1823 besloot uitgever M.C. Belinfante tot het uitgeven van een jaarlijkse almanak voor de stad 's-Gravenhage. Hij meldde dat hij al veel eerder het belang van een dergelijke uitgave had ingezien, onder andere opdat de Hagenaar "zijne belangen en pligten grotendeels kan leeren kennen" en dat voor deze almanak andere hoofdstedelijke almanakken model hebben gestaan. Voor de eerste jaargang had hij zich ook gewend tot de burgemeesters van de stad en die hadden zijn voornemen ondersteund en zelfs door het verschaffen van inlichtingen bijgedragen aan de almanak. In de eerste jaargang, die vanzelfsprekend niet volmaakt kon zijn, werd lezers opgeroepen verdere inlichtingen te verschaffen voor de volgende uitgave(n).
Vanaf 1838 was de titel 's-Gravenhaagsche stads- en residentie-almanak en vanaf 1847 Nederlandsche residentie en 's-Gravenhaagsche stadsalmanak. Vanaf 1864 werd het weer simpel de Residentie-almanak om vanaf 1874 te heten: Rijks- en residentie-almanak voor het Koningrijk der Nederlanden. Als laatste naam, voor de jaren 1893 tot en met 1903, werd de naam gehanteerd: Hof- rijks- en residentie-almanak voor Nederland en zijne koloniën. In het voorwoord bij de almanak voor 1893 werd uitdrukkelijk gemeld dat de koningin-weduwe, de regentes, machtiging had verleend met betrekking tot de gegevens rond haar hofhouding.

### Inhoud
De uitgave bevatte (bijvoorbeeld in 1893) algemene kalendergegevens zoals een almanak dat placht te doen. Daarna volgden allerlei statistische gegevens, dan informatie over regerende vorstenhuizen, informatie over de Nederlandse koninklijke hofhouding, de ministerraad en departementen, Staten-Generaal, hoge colleges van staat, staatscommissies, in dat jaar benoemden in ridderorden, diplomaten van en in Nederland, provinciale en lokale bestuurders, hoogleraren en vervolgens allerlei genootschappen en stichtingen met hun doelstellingen en bestuurders. De laatste almanakken telden rond de 700 tot 800 pagina's.